# L'Isolotto
L'Isolotto est une île mineure de l'archipel toscan, située dans les eaux de la mer Tyrrhénienne à une courte distance de la côte sud-est de la presqu'île de Monte Argentario, dans la province de Grosseto. Elle se trouve au sud du promontoire de la Rocca, la forteresse aldobrandesque de Porto Ercole.

## Description
C'est la plus grande des îles situées au large du promontoire de Monte Argentario. L'îlot a des côtes rocheuses et se caractérise par la présence d'une végétation spontanée basse, principalement de la garrigue, qui offre la possibilité de nidification pour les goélands et autres espèces ornithologiques.
L'île, accessible uniquement par des bateaux privés, est un lieu de plongée caractéristique de la région.

## Galerie

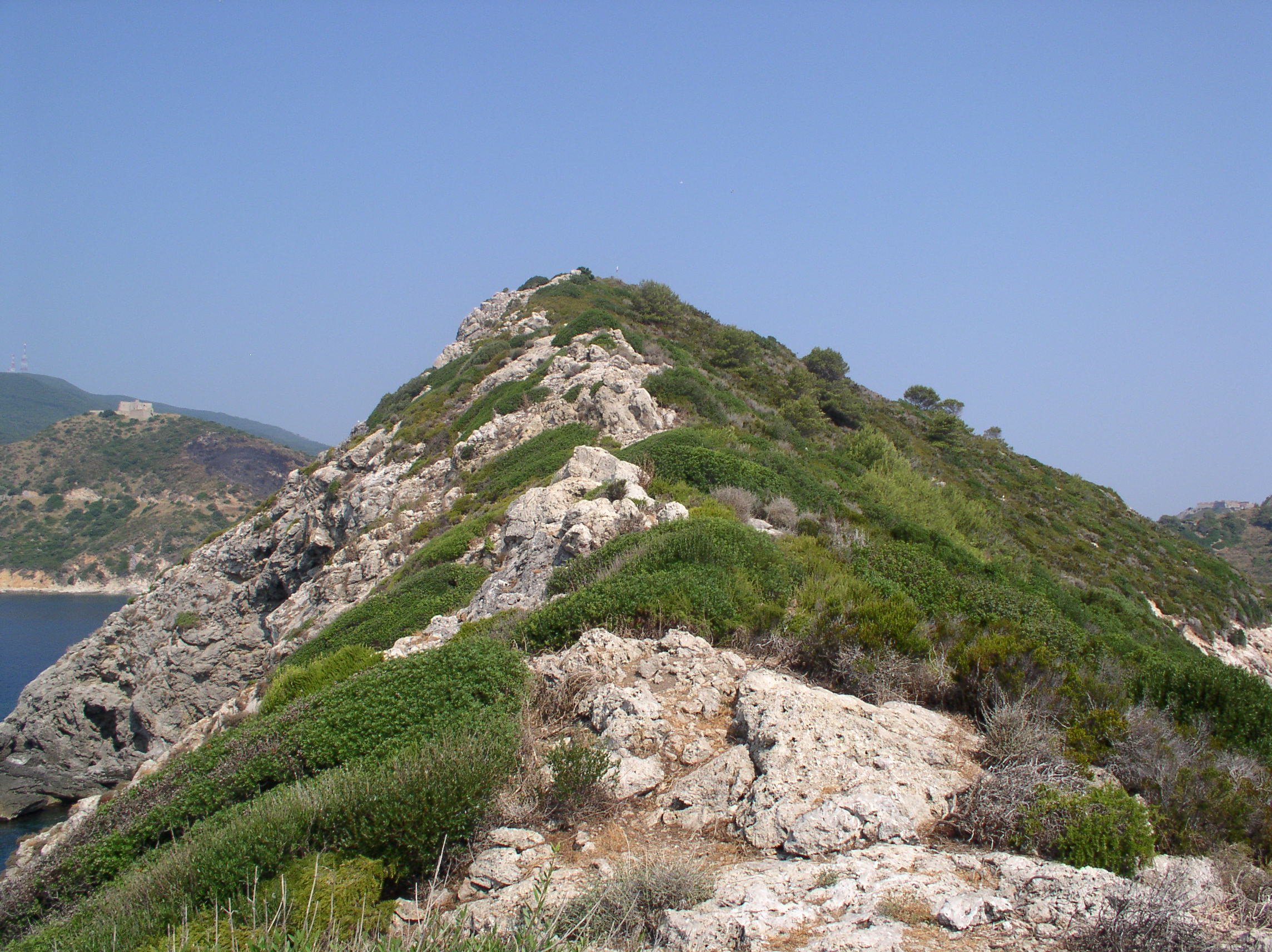
Sommet de L'Isolotto.
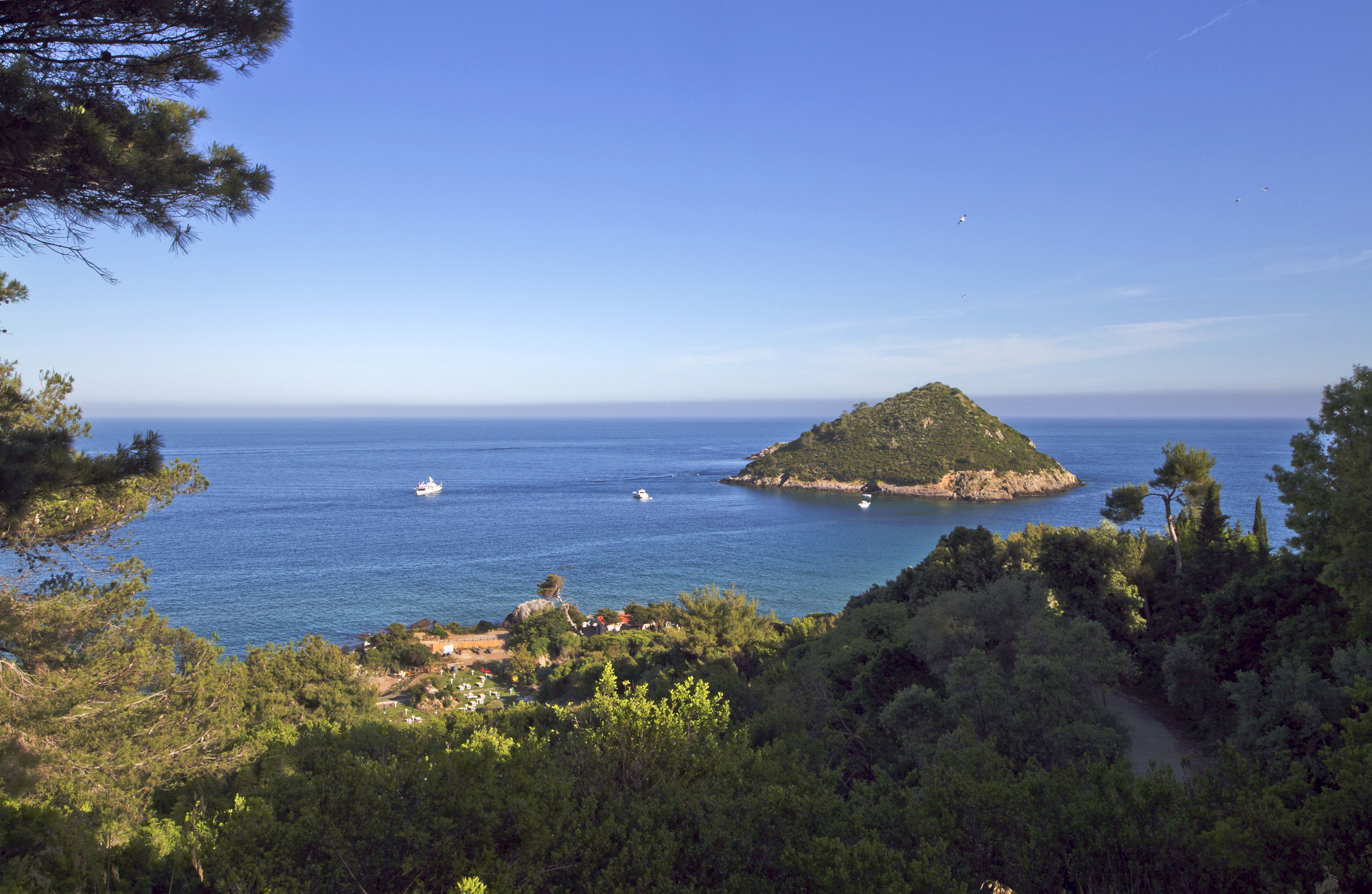
L'Isolotto vue de Monte Argentario.
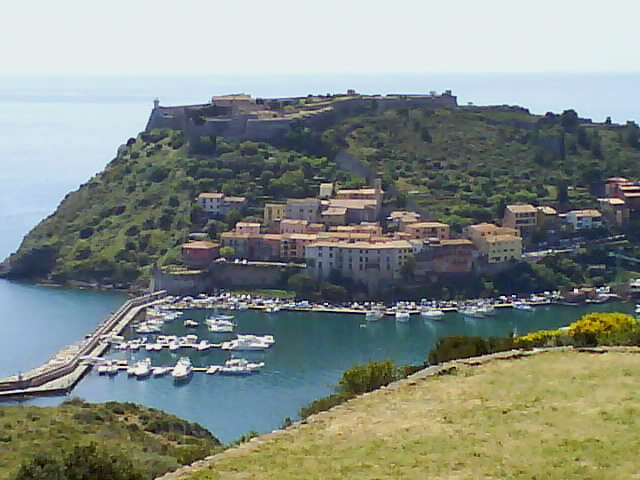
Rocca de Porto Ercole.

### Sources de traduction
- (it) Cet article est partiellement ou en totalité issu de l’article de Wikipédia en italien intitulé « Isolotto (Monte Argentario) » (voir la liste des auteurs).